# Tour de França de 1952
L'edició del Tour de França 1952 serà dominada per Fausto Coppi, el qual acabarà la cursa amb 5 victòries d'etapa i 28 minuts d'aventatge respecte al segon classificat, Stan Ockers. Hugo Koblet, Louison Bobet i Ferdi Kubler no hi prendran part per raons de salut.
A la partida a Brest hi haurà 12 formacions, de les quals sols Itàlia i els Països Baixos arribaran al complet a París.
La televisió fa la seva irrupció al Tour de França i difondrà cada vespre les imatges de l'etapa.
Es crea una prima a la combativitat i es puja per primera vegada L'Aup d'Uès i el Puy de Dôme.

## Resultats

### Classificació general
| Classificació General                 | Classificació General | Classificació General | Classificació General |
| ------------------------------------- | --------------------- | --------------------- | --------------------- |
| 1.                                    | Fausto Coppi          | Itàlia                | 151h57'20"            |
| 2.                                    | Stan Ockers           | Bèlgica               | a 28'17"              |
| 3.                                    | Bernardo Ruiz         | Espanya               | a 34'38"              |
| 4.                                    | Gino Bartali          | Itàlia                | a 35'25"              |
| 5.                                    | Jean Robic            | França                | a 35'36"              |
| 6.                                    | Fiorenzo Magni        | Itàlia                | a 38'25"              |
| 7.                                    | Alex Close            | Bèlgica               | a 38'32"              |
| 8.                                    | Jean Dotto            | França                | a 48'01"              |
| 9.                                    | Andrea Carrea         | Itàlia                | a 50'20"              |
| 10.                                   | Antoni Gelabert       | Espanya               | a 58'16"              |
| 122 participats, 78 acabaren la cursa |                       |                       |                       |

### Gran Premi de la Muntanya
| 1r | Fausto Coppi    | 92 pts |
| 2n | Antoni Gelabert | 69 pts |
| 3r | Jean Robic      | 60 pts |

### Classificació per equips
| 1r | Itàlia  | 455h 56' 50" |
| 2n | França  | +25' 16"     |
| 3r | Bèlgica | +55' 36"     |

### Etapes
| Etapa | Recorregut                     | km       | Guanyador           | Líder               |
| 1a    | Brest - Rennes                 | 246      | Rik Van Steenbergen | Rik Van Steenbergen |
| 2a    | Rennes - Le Mans               | 181      | André Rosseel       | Rik Van Steenbergen |
| 3a    | Le Mans - Rouen                | 189      | Nello Lauredi       | Nello Lauredi       |
| 4a    | Rouen - Roubaix                | 232      | Pierre Molinéris    | Nello Lauredi       |
| 5a    | Roubaix - Namur                | 197      | Jean Diederich      | Nello Lauredi       |
| 6a    | Namur - Metz                   | 228      | Fiorenzo Magni      | Fiorenzo Magni      |
| 7a    | Metz - Nancy                   | 60 (CRI) | Fausto Coppi        | Nello Lauredi       |
| 8a    | Nancy - Mülhausen              | 252      | Raphaël Géminiani   | Fiorenzo Magni      |
| 9a    | Mülhausen - Lausana            | 238      | Walter Diggelmann   | Andrea Carrea       |
| 10a   | Lausana - L'Aup d'Uès          | 266      | Fausto Coppi        | Fausto Coppi        |
| 11a   | Le Bourg d'Oisans - Sestrières | 182      | Fausto Coppi        | Fausto Coppi        |
| 12a   | Sestrières - Mònaco            | 251      | Jan Nolten          | Fausto Coppi        |
| 13a   | Mònaco - Ais de Provença       | 214      | Raoul Rémy          | Fausto Coppi        |
| 14a   | Ais de Provença - Avinyó       | 178      | Jean Robic          | Fausto Coppi        |
| 15a   | Avinyó - Perpinyà              | 255      | Georges Decaux      | Fausto Coppi        |
| 16a   | Perpinyà - Tolosa              | 200      | André Rosseel       | Fausto Coppi        |
| 17a   | Tolosa - Banhèras de Bigòrra   | 204      | Raphaël Géminiani   | Fausto Coppi        |
| 18a   | Banhèras de Bigòrra - Pau      | 149      | Fausto Coppi        | Fausto Coppi        |
| 19a   | Pau - Bordeus                  | 195      | Hans Dekkers        | Fausto Coppi        |
| 20a   | Bordeus - Llemotges            | 228      | Jacques Vivier      | Fausto Coppi        |
| 21a   | Llemotges - Puy de Dôme        | 245      | Fausto Coppi        | Fausto Coppi        |
| 22a   | Clarmont d'Alvèrnia - Vichy    | 63 (CRI) | Fiorenzo Magni      | Fausto Coppi        |
| 23a   | Vichy - París                  | 354      | Antonin Rolland     | Fausto Coppi        |